# Cable activo
Los cables activos son cables de cobre hechos para la transmisión de datos. Estos usan chip de silicio (microchip) para mejorar el rendimiento del cable. Sin un chip, el cable es considerado 'pasivo'. Los cables pasivos degradan los datos que transportan, por 'impedimentos del canal' como atenuación, diafonía y distorsión del grupo de velocidad. En los cables activos, uno o varios chips semiconductores son embebidos en el cable para compensar algunos o todos estos impedimentos. Esta potenciación activa permite a los cables ser más compactos, finos, largos y transmitir datos más rápido que los pasivos.
Actualmente, los cables activos son usados para conectar dispositivos eléctricos de consumo tales como cámaras, consolas de videojuegos y televisiones de alta definición, como también conexiones empresariales, que son la fortaleza de las conexiones de los sistemas de comunicación de datos.
El beneficio de tener incluido una tecnología de chips embebidos en cables es la reducción del cobre usado en la producción de cables, disminuyendo sobre todo el factor de forma de los cables y también su peso hasta el 80%. Otros beneficios son el mayor alcance y la reducción del consumo de energía: los cables activos han alcanzado longitudes hasta 5 veces mayores que los cables pasivos mientras consumían un 75% menos que las interconexiones basadas en fibra óptica.

## Tecnología
El componente activo en estos cables es un dispositivo semiconductor el cual actúa para mejorar la calidad de la señal de datos. La tecnologías más usadas son ecualización y desinclinación, ambas formas de filtrado y amplificación son aplicadas a la señal antes que deje el conector del final de cable. En algunos casos, los chips son usados en ambas puntas de un cable activo donde el primer dispositivo activo potencia la señal antes de que sea transmitida a las líneas de cobre, y el segundo chip mejora la integridad de la señal antes que deje el final del conector.

## Dispositivos electrónicos de consumo
Las tendencias de los dispositivos electrónicos de consumo se están inclinando a la miniaturización y conectividad. Porque los cables activos son más compactos y portables en comparación de los pasivos, son ideales para el uso de productos tales como celulares inteligentes, televisores de alta definición, consolas de videojuegos y cámaras de vídeo digital. DisplayPort es el último estándar de dispositivos electrónicos de consumo que ha habilitado el soporte para cables activos colocando pines de alimentación en el conector. Los cables activos con DisplayPort habilitan la posibilidad de ser ultrafinos (0,2219 mm y más finos) y mejor alcance de interconexión que es particularmente valioso para el uso de los conectores de factor de forma Mini DisplayPort.

## Negocios y aplicaciones de almacenamiento
Los cables activos juegan un rol muy importante en los negocios y las aplicaciones de almacenamiento por el espacio limitado y los requerimientos de flujo de aire en los centros de datos y largas distancias(hasta 30 metros) requeridos para hacer algunas conexiones rack-to-rack. Porque los cables activos pueden facilitar medidas más finas y curvas más cerradas permiten en estas aplicaciones mejor colocación y por ende mejorar el flujo de aire.
La adopción de los cables activos en centros de datos está creciendo continuamente. Por ejemplo, en el 2010, la mitad de las interconexiones de volúmenes SPF+ estaban con cables activos (en contraposición de los cables pasivos de cobre y módulos ópticos de emisión-recepción). La llegada de QSFP(cuádruple SFP) interconecta 40 Gigabit Ethernet e InfiniBand, y esto permite una amplia adopción de cables activos de este tipo de conexión.

## Estándares
- InfiniBand
- Conexión serial SCSI (SAS en inglés)
- DisplayPort
- PCI Express
- HDMI
- USB
- Thunderbolt

## Críticas
Los oponentes de la tecnología de los cables activos critican el hecho de que los electrónicos podrían ponerse dentro de los dispositivos conectados, y usar un cable pasivo barato para conectar los dispositivos.
También existen las alternativas digitales para evitar ecualizadores analógicos y circuitos de unión de impedancias para mejorar el rendimiento del cable, tales como estimación de canal o adaptación de vínculo.
Otra crítica de estos cables es que los fabricantes podrían patentar los electrónicos dentro del cable o incluso utilizar criptografíá on-chip para prevenir a los competidores o consumidores producir sus propios cables de reemplazo, y por lo tanto habilitar a los fabricantes a monopolizar el mercado de cables y cargar a los consumidores de precios exorbitantes. Los cables activos típicamente cuestan 5 a 10 veces más que sus contrapartes de cobre. Algunos cables activos son solo producidos por un solo fabricante, y vendido por un solo distribuidor. Cables más baratos y gran disponibilidad son deseables porque los cables a menudo se pierden o se dañan.
Algunos oponentes a los cables activos también creen que estos no proveen de ahorro de energía por razones de procesamiento de señal, porque en un diseño de un cable activo hay al menos un circuito integrado extra en comparación de los cables pasivos. Esta circuito integrado extra debe ser alimentado por separado, cuando en el diseño de un cable pasivo la señal procesada puede ser integrada en un solo chip.

## Beneficios
Los cables activos ofrecen beneficios sobre sus equivalentes pasivos:
- Soportan alcances mayores
- Son más finos, luminosos, más flexibles y compactos
- Logran curvas más cerradas
- Pueden ser más fácilmente acomodados
- Sus conductores son más finos, permitiendo un mejor flujo de aire
- Un mejoramiento en general de la integridad de la señal
- Requieren menos procesamiento de señal por el sistema anfitrión, permitiendo ahorro de energía y dinero.

- Datos: Q20015469